# Teldec
Teldec (Telefunken-Decca Schallplatten GmbH) és una discogràfica alemanya històrica, avui dia propietat de Warner Music Group. La companyia fou fundada l'any 1950 per un acord entre Telefunken i Decca Records, tal com reflecteix el nom, format per les lletres inicials d'ambdues companyies; això no obstant, es comercialitzaven per separat els discos fabricats per Teldec. L'any 1987 la marca fou adquirida per Warner, i el 2001 en formar-se la nova empresa AOL & Time Werner, Teldec desaparegué definitivament. Un dels èxits més prestigiosos de Teldec fou el segell Das Alte Werk, dedicat a la música antiga, aparegut el 1958, que entre d'altres, donà a conèixer grups pioners en l'ús d'instruments originals, com Nikolaus Harnoncourt i el seu Concentus Musicus Wien i el Leonhardt-Consort fundat i dirigit per Gustav Leonhardt. Precisament una de les fites de la companyia fou la publicació de la integral de les cantates de Bach, iniciat el 1971.